# Karl von der Mühll
Karl von der Mühll (* 13. September 1841 in Basel; † 9. Mai 1912 ebenda) war ein Schweizer Mathematiker und Physiker.

## Leben

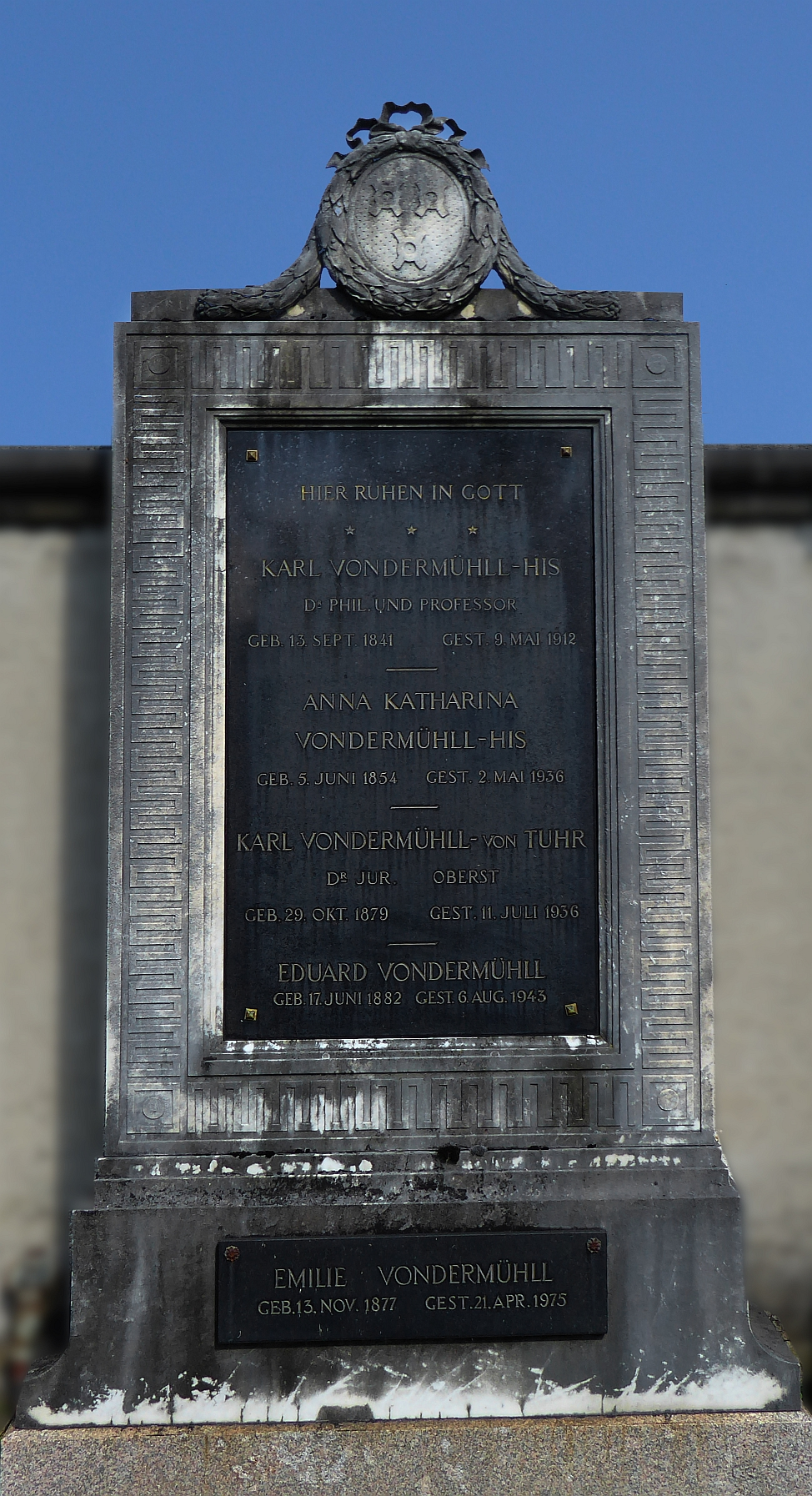
Grab auf dem Friedhof Wolfgottesacker, Basel

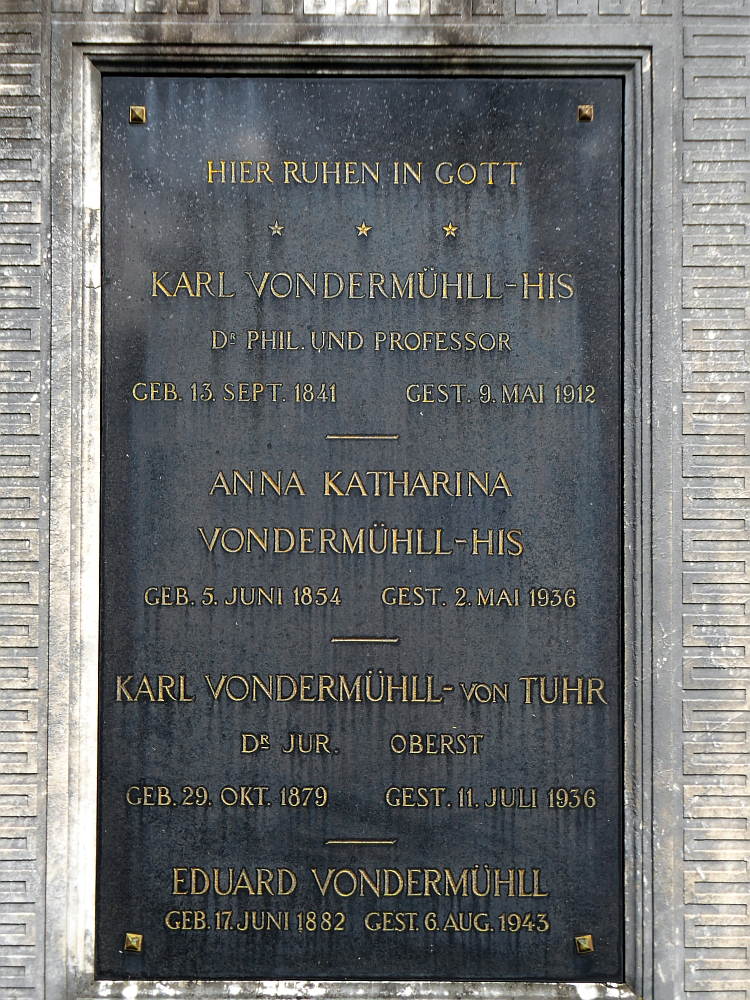
Grabinschrift auf dem Friedhof Wolfgottesacker, Basel

Karl von der Mühll stammte aus alter Basler Patrizierfamilie, der Daig. Sein Grossvater mütterlicherseits war der Geologe Peter Merian, der wiederum Bruder des Mathematikprofessors in Basel Johann Rudolf Merian war. Seine Eltern waren Karl Georg Von der Mühll und dessen Ehefrau Emilie Merian (* 1822).
Nach der Matura 1859 studierte von der Mühll Naturwissenschaften und Mathematik an der Universität Basel, unter anderem bei Merian und Gustav Heinrich Wiedemann, und ab 1861 an der Georg-August-Universität Göttingen bei Bernhard Riemann, Wilhelm Eduard Weber, Wilhelm Klinkerfues und Friedrich Wöhler. Ab 1863 setzte er sein Studium an der Albertus-Universität Königsberg fort, wo er sich unter Franz Ernst Neumann der mathematischen Physik zuwandte und 1866 promoviert wurde. Er studierte dort auch bei dem Mathematiker Friedrich Julius Richelot. 1866/67 studierte er an der Sorbonne. 1868 habilitierte er sich in Leipzig in mathematischer Physik (Über ein Problem der Kartenprojektion) und 1872 wurde er dort ausserordentlicher Professor. 1889 wurde er ausserordentlicher und 1890 ordentlicher Professor für mathematische Physik in Basel. 1896 wurde er Finanzverwalter (Curator fiscorum academicorum) der Universität. In den akademischen Jahren 1895/96 und 1910/11 war er Rektor der Universität. 1887 wurde er zum Mitglied der Deutschen Akademie der Naturforscher Leopoldina gewählt.
Er war Präsident der Schweizer Euler-Kommission (und damit Herausgeber von Leonhard Eulers Werken) und gab 1884 die Vorlesungen von Franz Neumann über elektrische Ströme heraus. Ab 1872 war er Mitherausgeber der Mathematischen Annalen.
1875 heiratete er Katharina His.